# Bajków Groń
Der Bajków Groń ist ein Berg in den polnischen Mittleren Pienen, einem Gebirgszug der Pieninki, mit 716 Metern Höhe. Der Gipfel liegt etwa 300 Meter über dem Tal des Dunajec.

## Lage und Umgebung
Der Bajków Groń liegt im Hauptkamm der Pieninen. Südlich des Gipfels liegt der Dunajec-Durchbruch, nördlich liegt das Tal der Krośnica.

## Etymologie
Der polnische Name Bajków Groń lässt sich als Märchenkamm übersetzen.

## Tourismus
Der Gipfel ist von allen umliegenden Ortschaften auf markierten Wanderwegen erreichbar.

### Routen zum Gipfel
Markierte Routen zum Gipfel führen von Szczawnica und Czorsztyn:
- ▬ der blau markierte Kammweg von Czorsztyn über die Czorsztyner Pieninen und den Bergpass Przełęcz Szopka sowie den Gipfel der Trzy Korony auf den Berg und weiter in die Pieninki und hinab zum Fluss Dunajec zur Überfahrt Nowy Przewóz nach Szczawnica.
- ▬ der gelb markierte Wanderweg von Krościenko über den Bergpass Przełęcz Szopka nach Sromowce Niżne.